# Palliohedyle sutteri
Palliohedyle sutteri is een slakkensoort uit de familie van de Acochlidiidae. De wetenschappelijke naam van de soort is voor het eerst geldig gepubliceerd in 1979 door Wawra.